# バブルガムフェロー
バブルガムフェロー（欧字名:Bubble Gum Fellow、1993年4月11日 - 2010年4月26日）は、日本の競走馬、種牡馬。
1996年の天皇賞（秋）にて、戦後初、1937年ハッピーマイト以来59年ぶり史上2頭目となる、4歳（現・3歳）での優勝を果たした。天才少年と呼ばれた。
1995年のJRA賞最優秀2歳牡馬である。その他の勝ち鞍に、1995年の朝日杯3歳ステークス（GI）、1996年のスプリングステークス（GII）、1997年の鳴尾記念（GII）並びに毎日王冠（GII）。

## デビュー前

### 誕生までの経緯
バブルカンパニーは、父リファール、母は1972年サンタラリ賞（G1）を勝利したプロディースである。競走馬としてフランス、アメリカで12戦1勝の成績を残した。引退後は繁殖牝馬となり、初仔となる牡馬は、キャンディストライプス（父:ブラッシンググルーム）という名でフランスで走り、フランス2000ギニーで2着。引退後はアルゼンチンで種牡馬となり、後に当地のチャンピオンサイアーとなる。さらに1987年産の6番仔となる牡馬は、インティミスト（父:アークティックターン）という名でフランス、アメリカで走り、クリテリウムドサンクルー（G1）やノアイユ賞（G2）を優勝していた。
1990年、14歳となったバブルカンパニーは、インティミストの再現を狙ってアークティックターンと再び交配する。そして同年11月、キーンランドの繁殖セールにて売却が図られる。それを、日本の社台ファーム代表吉田照哉が注目する。バブルカンパニーは高齢の割に消耗しておらず、良い状態を保っており、インティミストの全妹弟が腹におり、吉田は、もし牝馬が産まれれば、GI優勝馬の妹という良血の繁殖牝馬とすることができるのでは、と考えて入札する。37万ドルで落札した。
日本に輸入され、社台ファームに繋養された1991年、アークティックターンの仔は、吉田の目論見外れて全弟だった。それでもバブルカンパニーは社台で繋養され続けた。2年目、日本で初めてとなる種付けでは、社台がアメリカから輸入したばかりの新種牡馬サンデーサイレンスと交配している。翌1992年、日本での生まれた2番目の仔、10番仔が誕生するが、血統登録されることなく死亡していた。同年、2回目の種付けでは、再びサンデーサイレンスが選ばれる。
そして翌1993年4月11日、北海道千歳市の社台ファームにて、11番仔となる鹿毛の牡馬（後のバブルガムフェロー）が誕生する。

### 幼駒時代

社台レースホースの勝負服

11番仔は、社台グループ傘下の馬主登録をしているクラブ法人、有限会社社台レースホースの所有馬となる。英語で「風船ガムを噛む男」を意味する「バブルガムフェロー」と命名された。バブルガムフェローは、誕生直後から評価が高かった。牧場の田辺滋久によれば「生まれた時からアカ抜けていたし、動きも柔らかい上、走り方もしっかりしていました。」と述べている。吉田の「大のお気に入り」（藤沢和雄）だったという。
バブルガムフェローが牧場にいた頃は、1年先輩のサンデーサイレンスの初年度産駒がデビューしており、産駒は勝ち上がりを連発。暮れの3歳牡馬及び騸馬のチャンピオンを決める朝日杯3歳ステークスでは、産駒のフジキセキが優勝していた。後に田辺はバブルガムフェローの幼駒時代の評価は、「フジキセキより上だったかもしれません」と振り返っている。初年度産駒が良く走り、サンデーサイレンスの大器が確認されたことで、バブルガムフェローの出世も見込みが立つようになる。そのため、勝ち上がりを急いで早くデビューさせる必要がなくなり、バブルガムフェロー本位で時間をかけて育成が進められた。3歳となった1995年8月30日、美浦トレーニングセンターの藤沢和雄厩舎に入厩する。

## 競走馬時代

### 3歳（1995年）

#### 新馬-府中3歳ステークス
入厩して約1か月後の10月7日、東京競馬場の新馬戦に登録する。藤沢は馬に負担をかけない馬なり調教を重用するため、入厩からデビューまでは時間を要するのが「通例」（河村清明）だった。しかしバブルガムフェローには、藤沢が多分に期待しており、調教を十分に積まないままに、デビューを敢行する。鞍上は、藤沢とのコンビでこの2年前にシンコウラブリイでGIを得た岡部幸雄であった。以後、岡部は事情がない限り引退まで騎乗し続ける。新馬戦は、1.3倍の1番人気に推されていた。スタートから中団で待機し、スローペースを追走。直線で追い込んだが、逃げ馬や先に抜け出した馬をアタマ差、アタマ+アタマ差かわせず、3着に敗れる。2戦目は、10月29日の「折り返しの新馬戦」を選択。1.2倍の1番人気の支持、スタートから逃げ、後続の接近を許さなかった。初勝利となる。
続いて11月19日、府中3歳ステークス（OP）に臨む。サクラスピードオーに次ぐ2番人気に支持されていた。スタートから2番手、スローペースを追走。最終コーナーにて、促されないままに先頭となる。直線では、サクラスピードオーに接近されるも、もう一伸びして突き放す。サクラスピードオーに1馬身差をつけて入線し、連勝とする。
ここまで3戦の条件は、いずれも東京競馬場芝1800メートルだった。デビュー戦は入厩まもなくだったため、レースが落ち着きやすく楽に追走できる条件として選ばれていた。そして2戦目3戦目は、2000メートルや2400メートルで行われる4歳春のクラシックを見据えて選ばれていた。しかし藤沢は、次走を距離短縮して、逆回りとなる中山競馬場芝1600メートルの朝日杯3歳ステークス（GI）とする。岡部からは、中山芝2000メートルで行われるクラシック第1弾・皐月賞を見据えて、同条件のホープフルステークス（OP）出走を提案されたが、却下した。藤沢は「あまりにもいい競馬をしすぎていただけに、1600メートルの速い競馬で少し泡を食ったところを見てみたいという気持ちがあった（中略）どんな反応をするのか、と」と考えていたという。

#### 朝日杯3歳ステークス
12月10日、朝日杯3歳ステークス（GI）に臨む。12頭が揃う中、単勝オッズ2.6倍の1番人気に推される。以下、エイシンガイモン、スキーミュージック、ゼネラリストと続いていたが、これらはいずれも外国産馬だった。また参戦した唯一のサンデーサイレンス産駒だった。
良いスタートを切り、逃げ馬の背後である好位を得て、有力馬の中では一番前を追走した。スローペースとなり、スキーミュージックが我慢できず前進するが、バブルガムフェローは折り合いを保っていた。第3コーナーから中団にいたエイシンガイモンが、外からまくりを敢行し、独走中だった。最終コーナーを2番手で通過したバブルガムフェローは、直線でスパートしてエイシンガイモンに接近する。バブルガムフェロー以外に追い上げられる馬はおらず、2頭並んで一騎打ちとなるが、まもなくバブルガムフェローが制した。岡部は先頭に立つ見通しが立ち次第、強く追うの止め、手綱を抑えながら決勝線を通過する。エイシンガイモンに4分の3馬身差をつけてGI優勝となった。
走破タイムは1分34秒2であり、1990年にリンドシェーバーが記録したコース・レースレコード1分34秒0に次いで、レース史上2番目に早かった。この年から遡って10年間、走破タイムは1分34秒台を記録した優勝馬は、東京優駿に出走が叶うと必ず優勝を果たしていた。またサンデーサイレンス産駒は、前年のフジキセキに続いてレース連覇である。フジキセキは前年にクラシック参戦できずに引退していた。このような意味でも、バブルガムフェローにはクラシック有力候補としての期待が大きかった。

#### クラシック有力候補となる
この年のJRA賞では、全177票中176票を集めて最優秀3歳牡馬を受賞する。また、JRAクラシフィケーションでは、世代首位となる「55.5」が与えられた。「55.5」は、前年の世代首位、無敗で朝日杯3歳ステークスを優勝したフジキセキの「55」を「0.5」上回る評価だった。無敗のフジキセキを退けられたのは、クラシフィケーションを定めるハンデキャッパーが、朝日杯3歳ステークスの決着タイム、勝ち方を比較した際、バブルガムフェローが優れていると判断したためだった。美浦所属の世代首位は、1991年リンドシェーバー以来だった。
朝日杯3歳ステークス優勝後からバブルガムフェローは、その優秀さと、騎手が岡部、調教師がかつて野平祐二厩舎の調教助手だった藤沢であることから、1984年のクラシック三冠達成馬、七冠馬と呼ばれた野平厩舎のシンボリルドルフに見立てられるようになっていた。またこの年の種牡馬サンデーサイレンスは、クラシックのタイトル3つを得るなど大活躍。3歳、4歳馬の二世代のみで、サイアーランキングの1位に躍り出るなど勢いがあった。バブルガムフェローが出走しなかったラジオたんぱ杯3歳ステークスでは、ロイヤルタッチ、イシノサンデー、ダンスインザダークというサンデーサイレンス産駒がワンツースリーを果たしている。この3頭は、各々出世を遂げ、クラシックの時期が近づくにつれて、その有力候補に挙げられるようになり、やがてバブルガムフェローと同列に見立てられるまでとなっていた。このことから、バブルガムフェロー、ロイヤルタッチ、イシノサンデー、ダンスインザダークの4頭は、共通の父の名を冠して「サンデーサイレンス四天王」と呼ばれるようになっていた。

### 4歳（1996年）

#### 皐月賞目前で故障
朝日杯3歳ステークス優勝後は、厩舎に留まったまま休養となる。2月から調整・トレーニングが施された。クラシックに向けて3月24日、皐月賞のトライアル競走であるスプリングステークス（GII）で始動となる。この1週間前には、調教で良い動きを見せる同厩のタイキブリザードとともに併せ馬を実施したうえでの参戦だった。13頭立てとなったが、特にデビュー3連勝中のダンディコマンドが対抗馬だった。人気は、バブルガムフェローとダンディコマンドに集中。3番人気を12.5倍に引き離す二強だったが、バブルガムフェローが勝り、1.5倍の1番人気に支持されていた。ダンディコマンドは2.7倍の2番人気だった。
スタートから後方内側で待機、スローペースを追走する。後方のまま直線を迎え、外に持ち出した。岡部は、他の動向を窺う余裕を取ってから軽く合図をする。するとバブルガムフェローは、たちまち反応してスパートし、まもなく先行馬をすべてかわして先頭となった。その後も強く追われないままに、決勝線に到達。騎手が全力で促して追い込んだチアズサイレンスに半馬身差をつけて重賞2勝目を挙げる。4連勝となった。
サンデーサイレンス四天王の皐月賞トライアルは、弥生賞を選んだダンスインザダークとイシノサンデーが、1着と3着。若葉ステークスを選んだロイヤルタッチが2着となっていた。トライアルで敗れた2頭と、重賞で既に2敗しているダンスインザダークに比べて、GIを含んだ4連勝中のバブルガムフェローは、実績が一つ抜け出ており、皐月賞の最有力候補と考えられていた。しかしスプリングステークスから12日後、皐月賞の1週間前追い切りをこなした直後の4月5日、右脚の第1趾節種子骨骨折が判明する。全治6か月であり、皐月賞や第2弾・東京優駿（日本ダービー）出走を断念する。
前年のフジキセキに続いて、2年連続で最有力馬を欠くクラシックとなった。出走が叶わなかった皐月賞は、ダンスインザダークも熱発で回避しており、四天王のうち2頭が欠けていた。しかし残る2頭がワンツーフィニッシュを決め、イシノサンデーが優勝する。続く東京優駿では、ダンスインザダークが復帰し、四天王の3頭が揃い踏み、3番人気までを占めていた。ところが1月デビューの7番人気フサイチコンコルドがデビュー3連勝で戴冠。ダンスインザダークが、クビ差及ばず2着となっていた。
一方のバブルガムフェローは、社台ファームで療養する。全治は6カ月の診断だったが、治りが良く7月から運動を開始した。8月28日には、美浦に帰厩を果たす。

#### 菊花賞を見送り、古馬に挑戦
陣営は、秋の目標を、4歳馬のみで争うクラシックの第3弾、芝3000メートルの菊花賞ではなく、主に古馬が争う芝2000メートルの天皇賞（秋）に定める。天皇賞（秋）は、第1回となる1937年のみ4歳馬の出走が認められていたが、翌1938年から1986年までは4歳馬に出走権がなく、古馬のみで行われていた。そして1987年から、4歳馬に出走権が復活する。復活2年目の1988年には、制度上の問題でクラシック参戦が叶わなかった、14連勝中のオグリキャップが挑み、タマモクロスに敵わず2着となっていた。また1995年、バブルガムフェロー挑戦の1年前には、皐月賞優勝馬並びに東京優駿2着馬のジェニュインが距離適性を理由に、古馬に挑み、サクラチトセオーにハナ差敗れる2着となっていた。解禁後の9年間では4頭が出走したものの、4歳馬の優勝はなかった。
前年のジェニュインは、距離適性があると考えるとともに、適性外の菊花賞を強行した際のリスクを忌み嫌って、天皇賞（秋）を選んでいた。一方のバブルガムフェローも、距離適性があると考えるまでは同様だが、藤沢によれば「ウチのタイキブリザードと比べても（中略）ヒケをとらない素質を感じる（中略）天皇賞でも勝ち負けになる」と見込んでいた。さらに藤沢は、4歳限定の菊花賞よりも、古馬混合のタイトルに魅力を感じる思想の持ち主だった。また一般にサラブレッドは、5歳秋に内面外面ともに成熟すると考えられていた。そのため、4歳秋ではまだ成長途上にあって敵わないのではないか、と考えられていた。しかし種牡馬サンデーサイレンスの登場、育成や調教方法の研究が進んだこともあって、その定説が崩れつつあった。そのような背景もあり、4歳馬はすべからく菊花賞に進むべきという既定路線を裏切る、ジェニュイン、バブルガムフェローといった存在が登場していた。2頭はいずれも父がサンデーサイレンスであり、それぞれ初年度、2年目産駒だった。
天皇賞（秋）に向けて、10月6日の毎日王冠（GII）で再始動となる。初めて古馬に挑むことになったが、有力古馬が軒並み他を選択しており、出走メンバーは「明らかに手薄」（河村清明）だった。12頭立て、10頭の古馬と対峙しながら、バブルガムフェローは5.0倍の2番人気となる。1番人気はもう1頭の4歳馬、春のNHKマイルカップを、同条件の主に古馬が出走する安田記念を上回るタイムで優勝した外国産馬タイキフォーチュンだった。バブルガムフェローは、スタートから中団を追走。直線で追い込んだが、逃げた8番人気トーヨーリファール、2番手追走の6番人気、アラブ首長国連邦から遠征のアヌスミラビリスには敵わなかった。勝利したアヌスミラビリスに1馬身半+クビ差、トーヨーリファールにクビ差届かず3着となる。

#### 天皇賞（秋）
11月3日に行われる菊花賞は、四天王の一角ダンスインザダークが勝利することになる。一方バブルガムフェローは、それに先立って10月27日、天皇賞（秋）に臨んだ。岡部と藤沢は、共にタイキブリザードのブリーダーズカップクラシック参戦のためにカナダへ遠征しており、代わりの騎手としてデビュー10年目のGI未勝利騎手である蛯名正義が起用される。藤沢は、蛯名に対し「受けて立つ競馬をして大丈夫だから」という「指示めいたもの」（石田敏徳）だけを託して出国していた。蛯名が、初めてバブルガムフェローに跨ったのは、レース当日のパドックだった。

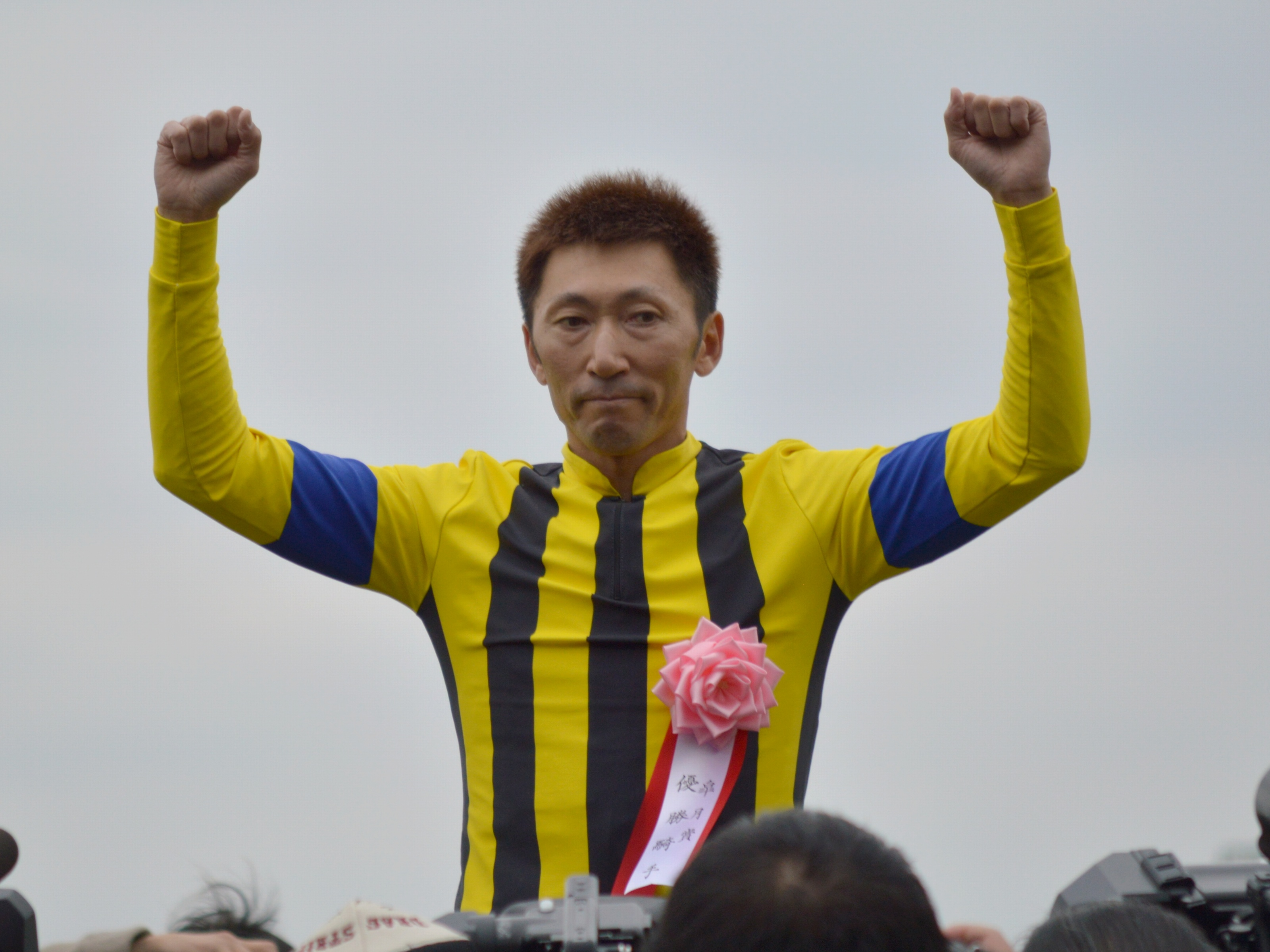
蛯名正義と社台レースホースの勝負服（2014年皐月賞）

出走メンバー唯一の4歳馬として臨む。天皇賞（春）でクラシック三冠馬ナリタブライアンを破りGI初勝利、この年3戦3勝のサクラローレル。重賞4連勝を含む6連勝、通算9戦8勝のマーベラスサンデー。夏に宝塚記念を勝利しGI3勝目を挙げたマヤノトップガンなどの古馬勢が立ちはだかった。揃った17頭は『優駿』によれば「中距離の最高峰レースにふさわしい、ベストメンバー」だったという。サクラローレルが2.5倍の1番人気、マーベラスサンデーが4.0倍の2番人気であり、7.4倍の3番人気がバブルガムフェローの評価だった。そしてマヤノトップガンは、8.1倍の4番人気であり、ここまでがオッズ一桁台に支持されていた。
2枠4番を得たバブルガムフェローは、好スタートから先行する。トウカイタロー、カネツクロスが先導するスローペースの3番手を追走した。直線では、外から追い込むマヤノトップガン、マーベラスサンデー、サクラローレルなどに追われる立場となった。馬場の中央に持ち出し、直線半ばで抜け出したが、追う3頭の中では、マヤノトップガンが最も接近して並びかけてきた。しかし蛯名とバブルガムフェローは、マヤノトップガンの傍らに出向き、併せて相手を挫かせた。他もバブルガムフェローには、及ばなかった。並びかけてきたマヤノトップガンを突き放し、半馬身先着する形で決勝線を通過する。
GI2勝目。第1回・1937年ハッピーマイト以来59年ぶり史上2頭目、出走権が復活してから史上初めてとなる4歳馬による天皇賞制覇を果たす。蛯名は、入線直後にガッツポーズをしてGI初勝利に至っている。蛯名は、前年の天皇賞（春）にてステージチャンプに騎乗した際、ライスシャワーとほぼ同時の入線。その直後にガッツポーズをしたが、2着だったことがあり、それを乗り越えてのGIタイトル奪取だった。カナダの藤沢は、タイキブリザード敗退直後の夜に、ホテルからの国際電話の受話器越しに、天皇賞の実況を聞いていたという。また映像を確認したのは帰国の飛行機だった。
その後は岡部が舞い戻って、11月24日のジャパンカップ（GI）に2番人気で臨むも、終いで伸びずに後退、13着に敗退する。デビュー以来初めてとなる二桁着順となった直後、ある記者が岡部に対し、バブルガムフェローの故障を心配して「壊れたとかではないんですね」と訊いていた。それに対し岡部は「壊れたのは、馬の頭だよ」と切り出し、走る気がなかったと振り返っている。その後は有馬記念を回避し、この年を終えた。
この年のJRA賞では、全183票中40票を集めて最優秀4歳牡馬の第3位、同じく1票で年度代表馬の次点となった。

### 5歳（1997年）

#### 夏
天皇賞（秋）を優勝した後、社台ファーム代表の吉田照哉は、菊花賞を優勝したダンスインザダークとともに外国遠征を計画している。6月上旬のイギリス、エプソム競馬場で行われるコロネーションカップ（G1）や、7月下旬のイギリス、アスコット競馬場で行われるキングジョージ6世&クイーンエリザベスステークス（G1）に出走し、成績次第で10月上旬のフランス、ロンシャン競馬場で行われる凱旋門賞（G1）に出走するという計画が検討されていた。これらはすべて芝2400メートルで行われる競走だったが、天皇賞（秋）に臨んだ同じ2400メートルのジャパンカップで敗戦する。これを受けて、遠征は一度立ち消えとなった。おまけにダンスインザダークも菊花賞を最後に引退している。
ジャパンカップ以後は、半年間の休養。この年の最初の目標を宝塚記念に据えて、6月15日の鳴尾記念（GII）で始動する。GI優勝馬ゆえに最も重い59キログラムの、斤量を背負いながらの出走だった。1番人気は同期、朝日杯3歳ステークスで3着に下した過去があるゼネラリストが、金鯱賞で重賞2勝目を挙げて参戦していた。バブルガムフェローはそれに次ぐ2番人気となる。スタートから先行し4、5番手を追走。直線で逃げ馬をかわし先頭に立ち、抜け出していた。直線半ばでは、落馬して馬上に騎手がいない「空馬」となっていたケリソンがいたが問題はなかった。抜け出した後は、ケリソンが前を走っていたが、これも差し切り、先頭で入線を果たす。重賞勝利となる。藤沢は、2週前のエプソムカップをタイキマーシャルで、前週の目黒記念をアグネスカミカゼで、安田記念をタイキブリザードで、そしてこの週で鳴尾記念を制したことから、3週連続4重賞優勝を果たしている。
それから7月6日の宝塚記念（GI）に臨む。岡部がタイキブリザードに騎乗したため、再び蛯名が代打を務めた。このレースも、結果次第では秋のブリーダーズカップデー参戦の可能性もあったという。マーベラスサンデー、タイキブリザードに次ぐ3番人気だった。スタートから中団を追走。最終コーナーで逃げ馬が脱落するにつれて位置が自然と上がっていた。直線では、前を行くタイキブリザードとの競り合いを制して、抜け出す。しかし、後方から末脚を発揮したマーベラスサンデーにゴール手前で差し切られ、クビ差の2着だった。

#### 秋
夏休みを経て秋、10月5日の毎日王冠で始動し、1番人気に推される。好位を追走して迎えた直線、先に抜け出していたツクバシンフォニーを差し切り、半馬身差で優勝を果たす。
続いて10月26日の天皇賞（秋）に臨む。サクラローレル、マヤノトップガン、マーベラスサンデーという有力な前世代が挙って不在の中、前哨戦優勝馬であるバブルガムフェローと、札幌記念優勝から臨む牝馬エアグルーヴが信頼された。バブルガムフェローが1.5倍の1番人気、エアグルーヴが4.0倍だった。スタートから大逃げを打つ4歳馬サイレンススズカがハイペースで引っ張り、バブルガムフェローは離れた3番手の好位、エアグルーヴも同様の位置を得ていた。直線でサイレンススズカが垂れると、一緒に進出したバブルガムフェローとエアグルーヴの一騎打ちとなった。外から末脚を見せたエアグルーヴが差し切る勢いを見せたが、バブルガムフェローは抵抗して、競り合いをゴール手前までもつれさせる。しかし、エアグルーヴの先頭を奪うには至らなかった。クビ差敵わず2着、ただし3着以下を5馬身引き離す2着だった。
それから11月23日のジャパンカップでは、エアグルーヴとの再戦となった他に、G1級競走5勝のイギリスのピルサドスキーとの対決が注目された。この3頭が、オッズ3.7から4.6倍まで密集する三強であり、その中でもバブルガムフェローが1番人気だった。バブルガムフェローはスタートから先行し、4、5番手の外に位置する。ピルサドスキーやエアグルーヴを前に置いての追走だった。直線では、先にエアグルーヴが仕掛けて、ピルサドスキーとバブルガムフェローが追う展開となったが、ピルサドスキーだけエアグルーヴに達し、バブルガムフェローは伸びなかった。2頭には1馬身以上の差をつけて3着となる。続く有馬記念は回避し、競走馬を引退する。

## 種牡馬時代

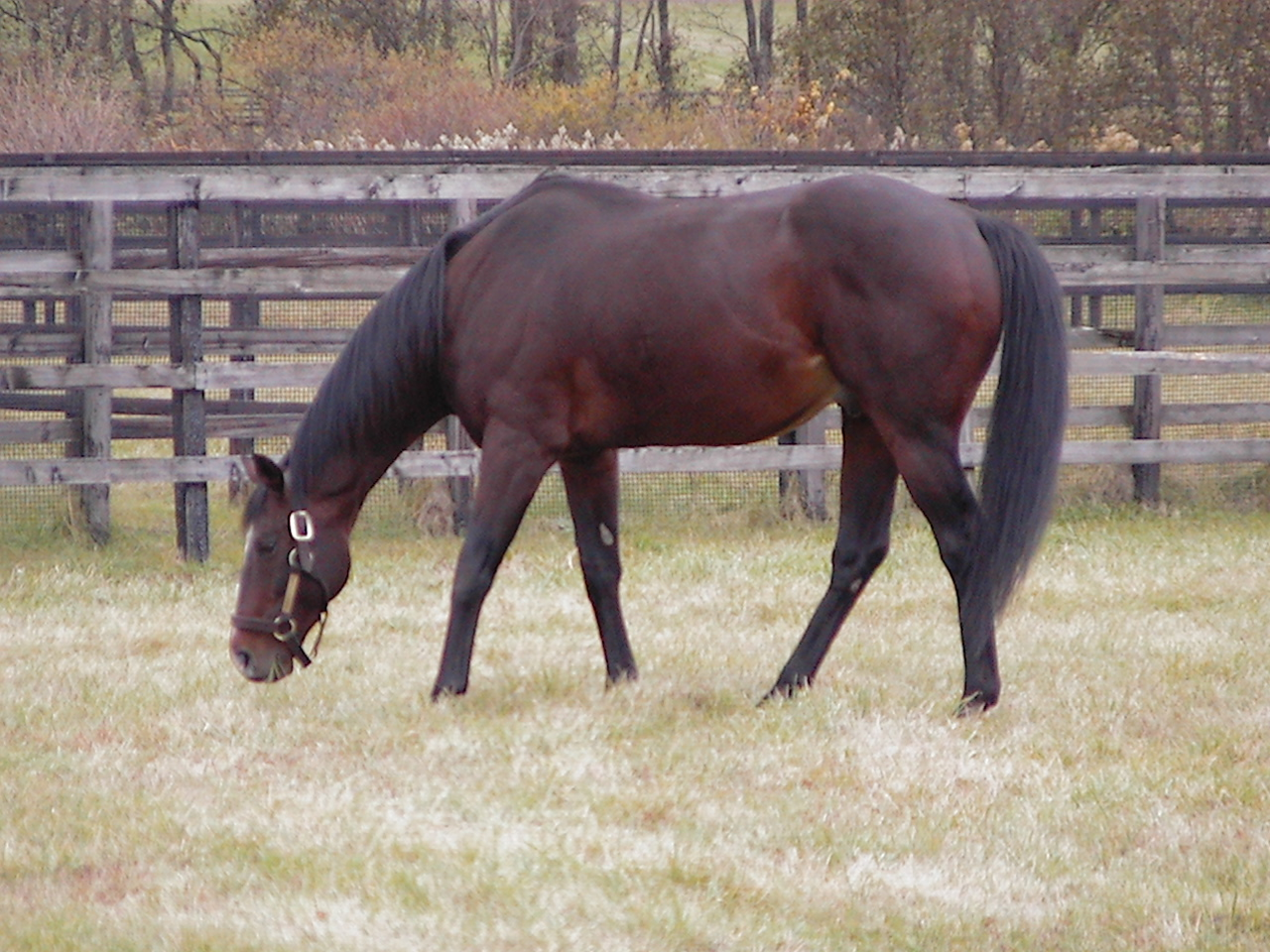
2008年10月30日撮影
（ブリーダーズ・スタリオン・ステーション）

競走馬引退後は、北海道早来町の早来スタリオンステーションで種牡馬として供用される。初年度から三桁の繁殖牝馬を集め続け、2001年にはピークとなる209頭と交配を実行した。2003年171頭を最後に早来を去り、2004年からは門別町のブリーダーズ・スタリオン・ステーションに移動。移動2年目までは三桁を保ったが、3年目の2006年には半減し、以降二桁の繁殖牝馬しか集まらなかった。早来時代には、シャトル種牡馬としてオセアニアでも供用されたこともあった。2010年は体調が優れず、種付けを中止し治療に専念したが鎮まらず、4月26日午後8時49分、ブリーダーズ・スタリオン・ステーションにて、肺炎により17歳で死亡する。
日本での産駒には、京成杯を制したアーリーロブスト、プロキオンステークスを制したトシキャンディ、名古屋グランプリを制したアッパレアッパレ、佐賀記念を制したマイネルボウノットなどがいる。またオセアニアで繋養した際に残した産駒には、ニュージーランドG1のブリーダーズステークスを制したRockabubbleがいる。さらにブルードメアサイアーとしての産駒には、マジンプロスパーや、ダンシングプリンスがいる。

## 競走成績
以下の内容は、netkeiba.com並びにJBISサーチ、『優駿』2007年11月号の情報に基づく。
| 競走日 | 競走日 | 競走日 | 競馬場 | 競走名       | 格  | 距離 （馬場） | 頭 数 | 枠 番 | 馬 番 | オッズ （人気） | 着順 | タイム （上り3F） | 着差 | 騎手      | 斤量 [kg] | 1着馬 （2着馬）        | 馬体重 [kg] |
| ------ | ------ | ------ | ------ | ------------ | --- | ------------- | ----- | ----- | ----- | --------------- | ---- | ----------------- | ---- | --------- | --------- | ---------------------- | ----------- |
| 1995.  | 10.    | 07     | 東京   | 3歳新馬      |     | 芝1800m（良） | 12    | 1     | 1     | 01.3（1人）     | 03着 | 01.53.7（34.3）   | -0.0 | 0岡部幸雄 | 53        | アービルサンゴッド     | 474         |
|        | 10.    | 29     | 東京   | 3歳新馬      |     | 芝1800m（良） | 9     | 1     | 1     | 01.2（1人）     | 01着 | 01.49.3（36.8）   | -0.2 | 0岡部幸雄 | 53        | （トーシンアトラス）   | 480         |
|        | 11.    | 19     | 東京   | 府中3歳S     | OP  | 芝1800m（良） | 12    | 6     | 7     | 03.4（2人）     | 01着 | 01.50.0（35.0）   | -0.2 | 0岡部幸雄 | 54        | （サクラスピードオー） | 484         |
|        | 12.    | 10     | 中山   | 朝日杯3歳S   | GI  | 芝1600m（良） | 12    | 4     | 4     | 02.6（1人）     | 01着 | 01.34.2（35.7）   | -0.1 | 0岡部幸雄 | 54        | （エイシンガイモン）   | 490         |
| 1996.  | 03.    | 24     | 中山   | スプリングS  | GII | 芝1800m（良） | 13    | 2     | 2     | 01.5（1人）     | 01着 | 01.50.1（35.7）   | -0.1 | 0岡部幸雄 | 56        | （チアズサイレンス）   | 486         |
|        | 10.    | 06     | 東京   | 毎日王冠     | GII | 芝1800m（良） | 12    | 6     | 8     | 05.0（2人）     | 03着 | 01.46.0（34.9）   | -0.2 | 0岡部幸雄 | 56        | アヌスミラビリス       | 482         |
|        | 10.    | 27     | 東京   | 天皇賞（秋） | GI  | 芝2000m（良） | 17    | 2     | 4     | 07.2（3人）     | 01着 | 01.58.7（34.5）   | -0.1 | 0蛯名正義 | 56        | （マヤノトップガン）   | 486         |
|        | 11.    | 24     | 東京   | ジャパンC    | GI  | 芝2400m（良） | 15    | 3     | 6     | 03.7（2人）     | 13着 | 02.26.8（38.8）   | -3.0 | 0岡部幸雄 | 55        | シングスピール         | 488         |
| 1997.  | 06.    | 15     | 阪神   | 鳴尾記念     | GII | 芝2000m（良） | 15    | 6     | 10    | 03.3（2人）     | 01着 | 02.01.4（35.6）   | -0.3 | 0岡部幸雄 | 59        | （トウカイタロー）     | 474         |
|        | 07.    | 06     | 阪神   | 宝塚記念     | GI  | 芝2200m（良） | 12    | 5     | 6     | 03.5（3人）     | 02着 | 02.11.9（36.6）   | -0.0 | 0蛯名正義 | 58        | マーベラスサンデー     | 468         |
|        | 10.    | 05     | 東京   | 毎日王冠     | GII | 芝1800m（良） | 9     | 6     | 6     | 02.0（1人）     | 01着 | 01.46.1（35.0）   | -0.1 | 0岡部幸雄 | 59        | （ツクバシンフォニー） | 480         |
|        | 10.    | 26     | 東京   | 天皇賞（秋） | GI  | 芝2000m（良） | 16    | 4     | 7     | 01.5（1人）     | 02着 | 01.59.0（35.1）   | -0.0 | 0岡部幸雄 | 58        | エアグルーヴ           | 486         |
|        | 11.    | 23     | 東京   | ジャパンC    | GI  | 芝2400m（良） | 14    | 8     | 13    | 03.7（1人）     | 03着 | 02.26.0（34.9）   | -0.2 | 0岡部幸雄 | 57        | ピルサドスキー         | 490         |

## 種牡馬成績

### 年度別成績
以下の内容は、JBISサーチの情報に基づく。
| 種付年度 | 種付頭数 | 生産頭数 | 血統登録頭数 | 出走頭数 | 勝馬頭数 | 重賞勝馬頭数 | AEI  | CPI  |
| -------- | -------- | -------- | ------------ | -------- | -------- | ------------ | ---- | ---- |
| 1998     | 128      | 99       | 96           | 89       | 56       | 1            | 1.42 |      |
| 1999     | 161      | 114      | 114          | 96       | 68       | 1            | 1.58 |      |
| 2000     | 182      | 131      | 125          | 109      | 74       | 4            | 1.11 |      |
| 2001     | 209      | 139      | 138          | 122      | 75       | 1            | 0.71 |      |
| 2002     | 151      | 100      | 93           | 85       | 51       | 2            | 0.68 |      |
| 2003     | 171      | 115      | 112          | 100      | 64       | 1            | 0.57 |      |
| 2004     | 166      | 107      | 101          | 93       | 67       | 1            | 0.70 |      |
| 2005     | 157      | 99       | 94           | 80       | 54       | 2            | 0.80 |      |
| 2006     | 62       | 40       | 36           | 33       | 23       | 2            | 0.68 |      |
| 2007     | 43       | 22       | 20           | 17       | 14       | 0            | 0.34 |      |
| 2008     | 41       | 25       | 24           | 20       | 12       | 0            | 0.27 |      |
| 2009     | 75       | 46       | 44           | 34       | 23       | 1            | 0.40 |      |
| 2010     | 7        | 1        | 1            | 1        | 1        | 0            | 0.05 |      |
| 合計     | 合計     | 合計     | 998          | 879      | 582      | 16           | 0.86 | 1.18 |

- 出走頭数、勝馬頭数、重賞勝馬頭数、アーニングインデックス、コンパラブルインデックスは、平地競走に限る。
- 成績は、いずれも日本国内のもの。

### 主な産駒

#### グレード制重賞優勝馬
外国重賞にはその競走が行われた場所の国旗を充てる。GI級競走は太字強調にて示す。
- 1999年産
  - アッパレアッパレ（2002年名古屋グランプリ）- 母父:ラグビーボール[71]
- 2000年産
  - Confectioner（2005年クレイグリーステークス）-母父:アワポエティックプリンス [79][80]
  - ミヤビペルセウス（2007年新潟ジャンプステークス）- 母父:サンプリンス[81]
- 2001年産
  - Candy Vale（2006年MVRCダイアモンドジュビリーS）- 母父:Whiskey Road[82]
  - Rockabubble（ブリーダーズステークス）- 母父:ローリーズジェスター（英語版）、[74][73]
  - マイネルボウノット（2006年佐賀記念）- 母父:インイクストリーミス[72]
- 2006年産
  - アーリーロブスト（2009年京成杯）- 母父:メイゼルトリック[69]
  - トシキャンディ（2012年プロキオンステークス）- 母父:マキャベリアン[70]
- 2007年産
  - オノユウ（2009年*栄冠賞、*フローラルカップ、エーデルワイス賞）- 母父:オナーアンドグローリー[83]

#### 地方重賞優勝馬
- 2000年産
  - ウイッシュウイング（2005年ノースクイーンカップ）- 母父:モガンボ[84]
- 2001年産
  - クルセイズ（2008年OROカップ）- 母父:トニービン[85]
  - ナムラハンニバル（2006年大阿蘇大賞典、中島記念）- 母父:コンキスタドールシエロ[86]
  - ビービーバーニング（2003年ローレル賞、東京2歳優駿牝馬、2007年エトワール賞）- 母父:デュラブ[87]
- 2002年産
  - ビエントヌエボー（2004年二歳優駿（高崎））- 母父:シービークロス[88]
- 2003年産
  - スマイリングフィル（2010年園田金盃）- 母父:ノーリユート、[89]
  - チヨノドラゴン（2006年東海クイーンカップ、サラブレッド大賞典、2007年白銀争覇、兵庫牝馬特別）- 母父:ジェネラス[90]
- 2004年産
  - ハシリノキョショウ（2006年九州ジュニアチャンピオン）- 母父:ターゴワイス（英語版）[91]
- 2005年産
  - カキツバタフェロー（2007年サラ・プリンセス特別、ライデンリーダー記念）- 母父:サルノキング[92]

- 2007年産
  - バルーン（2013年瑞穂賞、2014年コスモバルク記念、2015年唐津湾賞）- 母父:ソウルオブザマター[93]

- 2010年産
  - ビービーコモン（2013年王冠賞、ステイヤーズカップ）- 母父:ラムタラ[94]

#### 母父としての産駒
- 2003年産
  - オクトパス（父:スキャン、2006年*ゴールドジュニア）[95]
- 2006年産
  - ジャングルスマイル（父:ジャングルポケット、2010-12,15‐16年*百万石賞、2011,15年*北國王冠、2011,15年*イヌワシ賞、2012年*オグリキャップ記念、2016年*中日杯）[96]
- 2007年産
  - トーホクキング（父:キングリファール、2012年*みちのく大賞典）[97]
  - マジンプロスパー（父:アドマイヤコジーン、2012年阪急杯、2012-13年CBC賞）[75]
- 2010年産
  - ポセイドン（父:アルデバランII、2013年*サラブレッド大賞典）[98]
  - タカノアラエビス（父:スウェプトオーヴァーボード、2013年*仙水峡賞、2014年*如月賞、*久住山賞）[99]
- 2011年産
  - ラブバレット（父:ノボジャック、2013年*寒菊賞、*ビギナーズカップ、2014年*金杯（岩手）、2015-17年*笠松グランプリ、2016年*トウケイニセイ記念、2016-17,19年*岩鷲賞、2016-19年*栗駒賞、2018年*道営スプリント）[100]
  - ケンシスピリット（父:マイネルラヴ、2014年*飛燕賞）[101]
  - キーアシスト（父:エアジハード、2014年*東海菊花賞）[102]
  - ノゾミダイヤ（父:メイショウサムソン、2014年*オータムカップ、*岐阜金賞、*東海ゴールドカップ、2015年*白銀争覇）[103]
- 2012年産
  - レアファルコン（父:タイムパラドックス、2015年*初夏賞）[104]
- 2013年産
  - グランスーリール（父:ベーカバド、2015年*金沢プリンセスカップ）[105]
- 2014年産
  - ビービースペース（父:カジノドライヴ、2017年*ひまわり賞（岩手）[106]
  - キングガンズラング（父:ストリートセンス、2018年*京成盃グランドマイラーズ）[107]
  - ヒストリーメイカー（父:エンパイアメーカー、2023年*白鷺賞、*中島記念）[108]
- 2015年産
  - クルセイズスピリツ（父:サウスヴィグラス、2018年*優駿スプリント）[109]
- 2016年産
  - ダンシングプリンス（父:パドトロワ、2021年カペラステークス、2022年リヤドダートスプリント、北海道スプリントカップ、JBCスプリント）[76]
- 2017年産
  - バブルガムダンサー（父:パイロ、2019年*栄冠賞）[110]
- 2018年産
  - ギガキング（父:キングヘイロー、2020年*南部駒賞、2021年*東京湾カップ、*ダービーグランプリ、2022年*報知グランプリカップ、2024年*京成盃グランドマイラーズ）[111]
- 2019年産
  - テイエムフェロー（父マジェスティックウォリアー、2024年*佐賀スプリングカップ、*佐賀がばいスプリント、吉野ヶ里記念）[112]

## 血統表
| バブルガムフェローの血統                                   | バブルガムフェローの血統           | バブルガムフェローの血統           | （血統表の出典）                   | （血統表の出典） |
| 父系                                                       | サンデーサイレンス系（ヘイロー系） | サンデーサイレンス系（ヘイロー系） | サンデーサイレンス系（ヘイロー系） | [ § 2 ]          |
| 父 *サンデーサイレンス Sunday Silence 1986 青鹿毛 アメリカ | 父の父Halo 1969 黒鹿毛             | Hail to Reason                     | Turn-to                            | Turn-to          |
| 父 *サンデーサイレンス Sunday Silence 1986 青鹿毛 アメリカ | 父の父Halo 1969 黒鹿毛             | Hail to Reason                     | Nothirdchance                      |                  |
| 父 *サンデーサイレンス Sunday Silence 1986 青鹿毛 アメリカ | 父の父Halo 1969 黒鹿毛             | Cosmah                             | Cosmic Bomb                        | Cosmic Bomb      |
| 父 *サンデーサイレンス Sunday Silence 1986 青鹿毛 アメリカ | 父の父Halo 1969 黒鹿毛             | Cosmah                             | Almahmoud                          |                  |
| 父 *サンデーサイレンス Sunday Silence 1986 青鹿毛 アメリカ | 父の母Wishing Well 1975 鹿毛       | Understanding                      | Promised Land                      | Promised Land    |
| 父 *サンデーサイレンス Sunday Silence 1986 青鹿毛 アメリカ | 父の母Wishing Well 1975 鹿毛       | Understanding                      | Pretty Ways                        |                  |
| 父 *サンデーサイレンス Sunday Silence 1986 青鹿毛 アメリカ | 父の母Wishing Well 1975 鹿毛       | Mountain Flower                    | Montparnasse                       | Montparnasse     |
| 父 *サンデーサイレンス Sunday Silence 1986 青鹿毛 アメリカ | 父の母Wishing Well 1975 鹿毛       | Mountain Flower                    | Edelweiss                          |                  |
| 母 *バブルカンパニー Bubble Company 1977 栗毛              | 母の父Lyphard 1969 鹿毛            | Northern Dancer                    | Nearctic                           | Nearctic         |
| 母 *バブルカンパニー Bubble Company 1977 栗毛              | 母の父Lyphard 1969 鹿毛            | Northern Dancer                    | Natalma                            |                  |
| 母 *バブルカンパニー Bubble Company 1977 栗毛              | 母の父Lyphard 1969 鹿毛            | Goofed                             | Court Martial                      | Court Martial    |
| 母 *バブルカンパニー Bubble Company 1977 栗毛              | 母の父Lyphard 1969 鹿毛            | Goofed                             | Barra                              |                  |
| 母 *バブルカンパニー Bubble Company 1977 栗毛              | 母の母Prodice 1969 栗毛            | Prominer                           | Beau Sabreur                       | Beau Sabreur     |
| 母 *バブルカンパニー Bubble Company 1977 栗毛              | 母の母Prodice 1969 栗毛            | Prominer                           | Snob Hill                          |                  |
| 母 *バブルカンパニー Bubble Company 1977 栗毛              | 母の母Prodice 1969 栗毛            | Euridice                           | Tabriz                             | Tabriz           |
| 母 *バブルカンパニー Bubble Company 1977 栗毛              | 母の母Prodice 1969 栗毛            | Euridice                           | Euroclydon                         |                  |
| 母系(F-No.)                                                | (FN:1-b)                           | (FN:1-b)                           | (FN:1-b)                           | [ § 3 ]          |
| 5代内の近親交配                                            | Almahmoud 4×5                      | Almahmoud 4×5                      | Almahmoud 4×5                      | [ § 4 ]          |
| 出典                                                       | 1. 2. 3. 4.                        | 1. 2. 3. 4.                        | 1. 2. 3. 4.                        | 1. 2. 3. 4.      |

- 祖母ProdiceはGI1勝（サンタラリ賞）
- 半兄には、亜リーディングサイアー（2回）を獲得したCandy Stripes（父Blushing Groom）、クリテリウムドサンクルーを制したIntimiste（父Arctic Tern）がいる。
- 近親には、母バブルカンパニーの全妹にイエローリボン招待ステークスなどGI3勝、後に繁殖牝馬として日本に輸入されたサング（Sangue）。母バブルカンパニーを祖母に持つマニックサンデー（4歳牝馬特別）、ザッツザプレンティ（菊花賞）姉弟、母バブルカンパニーを4代母に持つディープブリランテ（東京優駿）がいる。